# AgustaWestland AW149
El AgustaWestland AW149 es un helicóptero desarrollado la compañía Leonardo (anteriormente AgustaWestland, que se fusionó con la nueva Finmeccanica, que se ha cambiado el nombre en Leonardo a partir de 2017) a partir del AW139, para uso militar. Se trata de un helicóptero de tamaño medio, bimotor y polivalente. Del AW149 existe una variante para el mercado civil, conocida como AW189.

## Diseño y desarrollo
El lanzamiento del AW149 tuvo lugar durante el Farnborough Air Show de 2006. Se trataba de un derivado del AW139, con la diferencia de que el AW149 disponía de un fuselaje de mayor tamaño y unos motores de mayor potencia, lo que se traducía en que era un helicóptero con mayor capacidad para transporte que el original.
El prototipo realizó su primer vuelo el 13 de noviembre de 2009, desde la planta de AgustaWestland ubicada en Vergiate, al norte de Italia. Un segundo prototipo, el primero que montaba los motores de la versión de producción, realizó su primer vuelo el 26 de febrero de 2011.

## Componentes
Estados Unidos -  Italia

### Electrónica
| Sistema                                                       | País              | Fabricante            | Notas |
| ------------------------------------------------------------- | ----------------- | --------------------- | ----- |
| Red de datos                                                  |                   |                       | AFDX  |
| Sistema de protección completa contra el hielo (FIPS, opción) | Bandera de Italia | Leonardo-Finmeccanica |       |

### Propulsión
| Sistema | País                      | Fabricante       | Notas       |
| ------- | ------------------------- | ---------------- | ----------- |
| Motor   | Bandera de Estados Unidos | General Electric | 2 × CT7-2E1 |

## Especificaciones (AW149)
Referencia datos: Web oficial de AgustaWestland

### Características generales
- Tripulación: 1 piloto (2 para vuelo IFR)
- Capacidad: 16-18 personas, o carga equivalente
- Longitud: 17,57 m
- Diámetro rotor principal: 14,60 m
- Altura: 5,14 m
- Peso máximo al despegue: 8600 kg
- Planta motriz: 2× turboeje General Electric CT7-2E1.
  - Potencia: 1491 kW (2000 HP; 2028 CV) cada uno.

### Rendimiento
- Velocidad crucero (Vc): 278 km/h (173 MPH; 150 kt)

### Desarrollos relacionados
- AgustaWestland AW139
- AgustaWestland AW189

### Aeronaves similares
- NHI NH90
- Sikorsky S-70

### Secuencias de designación
- Aeronaves militares de AgustaWestland: AW129 · AW149 · AW159 · Lynx · WAH-64 Apache